# Kanton Cayenne-Sud
Kanton Cayenne-Sud is een kanton van het Franse departement Frans-Guyana. Kanton Cayenne-Sud maakt deel uit van het arrondissement Cayenne en telt 11.943 inwoners (2007).
Het kanton Cayenne-Centre omvat slechts een deel van de gemeente Cayenne.